# Guillaume de Goumoëns
Guillaume de Goumoëns, dit le Roux est un seigneur du début du XIIIe siècle qui régnait sur la région du Jorat, actuellement partie du canton de Vaud (Suisse). 
En 1234 il accorde aux habitants de Ropraz l'usage du Jorat, pâtures et forêts.
Les villages de Goumoens-la-Ville et Goumoens-le-Jux doivent leur nom à la famille de Goumoëns. 